# 9489 Tanemahuta
9489 Tanemahuta este un asteroid din centura principală de asteroizi.

## Descriere
9489 Tanemahuta este un asteroid din centura principală de asteroizi. A fost descoperit pe 25 martie 1971 la Observatorul Palomar de Cornelis Johannes van Houten, Ingrid van Houten-Groeneveld și Tom Gehrels. Asteroidul prezintă o orbită caracterizată de o semiaxă mare de 2,63 ua, o excentricitate de 0,10 și o înclinație de 4,7° în raport cu ecliptica.